# Mideanivka, Kobeleakî
Mideanivka (în ucraineană Мідянівка) este un sat în comuna Zolotarivka din raionul Kobeleakî, regiunea Poltava, Ucraina.

## Demografie
Componența lingvistică a localității Mideanivka
     Ucraineană (99,26%)
     Alte limbi (0,74%)
Conform recensământului din 2001, majoritatea populației localității Mideanivka era vorbitoare de ucraineană (99,26%), existând în minoritate și vorbitori de alte limbi.